# HD45914
HD45914 — хімічно пекулярна зоря спектрального класу
F1 й має видиму зоряну величину в смузі V приблизно  8,9.